# Stefan Tymowski
Stefan Tymowski herbu Sas (ur. 1889 w Żerechowej, pow. piotrkowski, zm. 6 lutego 1943 w Komorowie) – polski wiolonczelista, sekretarz Teatru Miejskiego w Łodzi (od 1921), organizator życia artystycznego w Łodzi.

## Życiorys
Od 1913 był członkiem komisji rewizyjnej Towarzystwa Muzycznego im. F. Chopina w Łodzi. Przed I wojną światową występował jako wiolonczelista, w ramach trio wraz z Leonem Galińskim (skrzypce) i Zygmuntem Szczepańskim (fortepian). Po wojnie był współzałożycielem i współorganizatorem Łódzkiego Towarzystwa Operowego, w którym również grał na wiolonczeli, a także inspektorem Łódzkiej Orkiestry Symfonicznej.
Od 1921 wieloletni sekretarz Teatru Polskiego w Łodzi (późn. Teatr Miejski; Teatr im. Stefana Jaracza) do co najmniej 1937 roku.
Został sportretowany przez malarza Zygmunta Landaua i łódzkiego malarza – Józefa Kidonia (1926).

### Życie prywatne
Był synem Zygmunta Juliana Tymowskiego (1853–1910) i Marianny z domu Pruszyńskiej. Jego żoną była Walentyna Majewicz (zm. 1965).
Jego siostrą była aktorka Zofia Tymowska-Szletyńska, żona Henryka Szletyńskiego.
9 maja 1937 roku spowodował wypadek motocyklowy, jadąc wraz z pasażerem, podówczas łódzkim aktorem – Józefem Krellem (1901–1937). W pobliżu Państwowych Zakładów Lotniczych w Okęciu, około 10:30, wymijając samochód ciężarowy zjechał na pobocze i uderzył w kamień. Mężczyźni wypadli z pojazdu – Tymowski uległ wstrząsowi mózgu, złamaniu lewego przedramienia i zwichnięciu prawego ramienia, natomiast Krell uległ złamaniu podstawy czaszki. Ranni zostali przewiezieni do szpitala Dzieciątka Jezus w Warszawie, gdzie pasażer Tymowskiego po kilku dniach zmarł.

## Odznaczenia
- Srebrny Krzyż Zasługi (1938) – za zasługi na polu społecznym i kulturalnym[21].